# HC Neuilly-sur-Marne
Die Bisons de Neuilly-sur-Marne (offizieller Name: Hockey Club Neuilly-sur-Marne) sind eine französische Eishockeymannschaft aus Neuilly-sur-Marne, welche 1974 gegründet wurde und in der Division 1, der zweithöchsten französischen Eishockeyliga, spielt. Seine Heimspiele trägt der Club im 500 Zuschauer fassenden Patinoire municipale de Neuilly-sur-Marne aus.

## Geschichte
Der HC Neuilly-sur-Marne wurde 1974 von Patrick Demarcy gegründet, nachdem bereits ein Jahr zuvor ein neues Eisstadion in der Stadt eröffnet wurde. Bis zum Jahr 2000 spielte der Club überwiegend in der Division 2 und 3, der dritten bzw. vierten Eishockeyliga des Landes. In der Saison 2000/01 gelang dem Club die Rückkehr in die Division 2. Nur ein Jahr später gelang gar der Durchmarsch in die zweitklassige Division 1.
Nachdem man zwischen 2003 und 2007 jeweils auf den Plätzen vier bis sechs der Division 1 stand, gelang in der Saison 2007/08 als Meister der Division 1 der Aufstieg in die Ligue Magnus, die höchste französische Eishockeyliga. Dies stellte den dritten Aufstieg seit 2000 für Neuilly-sur-Marne und der Durchmarsch von der vierten in die erste Liga dar.

## Erfolge
- 2000/01 Aufstieg in die Division 2
- 2001/02 Aufstieg in die Division 1
- 2007/08 Aufstieg in die Ligue Magnus

## Frauen
Seit der Saison 2004/05 spielt die erste Frauen-Mannschaft der Bisons im Championnat de France de hockey sur glace féminin, der höchsten französischen Eishockeyliga im Fraueneishockey. In der Saison 2007/08 erreichte die Mannschaft hinter Rekordmeister Cergy die Vizemeisterschaft.
Zwischen 2013 und 2016 gewann die Bisonnes vier Französische Meistertitel in Folge.

## Bekannte ehemalige Spieler
- Joshua Boileau
- Rane Carnegie
- Estelle Duvin
- Julien Figved
- Gwendoline Gendarme
- Kris Knoblauch
- Clara Rozier
- Milan Vastusko